# 魔法少女にあこがれて
『魔法少女にあこがれて』（まほうしょうじょにあこがれて）は、小野中彰大による日本の漫画。公式略称は『まほあこ』。『まんがライフSTORIA』（竹書房）のVol.34（2019年1月30日発売）に読み切りが掲載され、Vol.35より連載化。その後、同誌の休刊に伴い、これまでも既存エピソードの再掲載のあった同社のウェブコミック配信サイト『ストーリアダッシュ』に2019年9月20日から移籍しWEB漫画として連載中。
ある日突然、悪の組織の女幹部となってしまった少女を描くコメディ作品である。
メディアミックスとしてテレビアニメが制作されており、第1期は2024年1月から3月まで放送され、2024年10月に第2期の制作が発表された。

## あらすじ
魔法少女に憧れを抱く中学生の柊うてなは、ある日突然、謎のマスコットヴェナリータから悪の組織（エノルミータ）の女幹部の力を与えられる。
当初はヴェナリータの脅しで不本意ながら花菱はるか / マジアマゼンタらの魔法少女チームトレスマジアと対峙するうてなだったが、戦いの中で傷つき苦しむ彼女たちの姿に、心なしか気持ちの昂りを覚える。ヴェナリータに目をつけられたのは、うてなが自覚していなかったサディストの本性を見抜かれていたからだった。
自分の嗜好を認め始めたうてなは、悪の組織のマジアベーゼとして魔法少女を苦しめて楽しむために戦うようになる。
第1巻 (Episode1 - Episode5)
うてなはヴェナリータからエノルミータの本拠地ナハトベースに招集され、そこで組織の一員阿良河キウィ / レオパルトから戦闘を仕掛けられる。戦う理由を問われたマジアベーゼは「可愛いからめちゃくちゃにしたいだけ」と答え、レオパルトに電撃を浴びせるとともに「今のあなたは世界一可愛い」と褒め言葉を送る。うてなに心を奪われたキウィは、後日うてなの通う学校に転校してくる。
第2巻 (Episode6 - Episode10)
ナハトベースに招集されたうてなとキウィは、ヴェナリータから新たな組織の一員として杜乃こりす / ネロアリスを紹介される。
トレスマジアの1人水神小夜 / マジアアズールは、戦いの中でマジアベーゼに開発されていくうちに調子を落とすようになる。アズールは一対一でマジアベーゼとの戦闘に挑むが敗北し、悪に屈して媚びるという醜態を晒したことによってベーゼから「解釈違い」と突き放され、ヒロインとしての矜持を持つよう自分を棚上げにした説教を受ける。
第3巻 (Episode11 - Episode15)
こりすの人形やぬいぐるみを直すなどして交流していたうてなたちは、ナハトベースに招集されてエノルミータの初期構成員であるロードエノルメたちと対面する。他の街での魔法少女狩りにより増長していたロードは、まだ時期ではないとするヴェナリータの方針を手ぬるいと考え、自分たちで世界征服を果たすべくロード団としてエノルミータを裏切り、世界征服に興味がないマジアベーゼたちと敵対してナハトベースを占拠する。
ロード団の一員である阿古屋真珠 / ロコムジカはエノルミータを倒すために単身で出撃しレオパルトとネロアリスと戦うが、取り逃したことによってロードから折檻を受ける。ベーゼは先の戦闘での負傷から復帰してレオパルトたちと合流、アイドル志望でありながら歌が下手なロコムジカが行っていたコンサートを襲撃し交戦する。ロコムジカと姉母ネモ / ルベルブルーメのコンビネーションに苦戦するが、ルベルブルーメをアリスのドールハウスに閉じ込め、ロコムジカを全裸でステージの上で歌わせ無力化する。今までと打って変わって上手く歌うことができた真珠は、不満を持っていたロードを裏切ってベーゼたちの仲間になることに決める。
第4巻 (Episode16 - Episode20)
マジアベーゼは喧嘩の絶えないロコムジカとルベルブルーメに仲良くなってもらうために、魔法少女狩りを行った禊として2人をネロアリスの能力で「マジアベーゼが満足するまで出られない部屋」に閉じ込める。当初は言い争っていた2人だったが、やがて互いに素直な気持ちを打ち明けて和解する。
ベーゼたちは街に出現した多数の魔物たちと交戦する。魔物はロードエノルメが作り出した手下であり、ロードを倒さなければ再生し続けるようになっていた。レオパルトはベーゼをロードの元に行かせ、アリスたちに魔物の対応を任せてロード団のシスタギガントと交戦する。レオパルトは重傷を負いながらも、自身が孤立したところを見計らってセーブしていた力を解放して勝利する。アリスたちは魔物に追い詰められるが、そこにトレスマジアが駆けつけ、修行の末に真化したマジアアズールが魔物を殲滅する。
ベーゼはナハトベースでロードと交戦し、子どもじみた世界征服を語るロードが趣味に合わず追い詰められるが、脳内でロードを貶め甲斐のある子どもの姿にすることでテンションを上げて形勢逆転する。ロードを倒したうてなはヴェナリータからエノルミータの総帥の地位を与えられる。
第5巻 (Episode21 - Episode25)
ロードエノルメとの戦いで脳内変換に負担をかけたこともあって覇気を無くしていたうてなだったが、変わらず魔法少女として活動するマジアアズールに安堵し、今後の方針として魔法少女をいい感じに苦しめながら適当なところで撤退して悪役に徹することに決める。
ヴェナリータはロード団との戦いで活躍したキウィの要望通り、ナハトベースにホテルを建造する。うてなは戦いの最中にキウィと交わした「一緒にホテルに行く」という約束を果たそうとする。結果的にトレスマジア出現の知らせで中断され、激怒したレオパルトにホテルも破壊されるが、うてなは曖昧な気持ちのままキウィとの行為に臨もうとしたことを後悔する。
第6巻 (Episode26 - Episode30)
ホテルの一件以降、うてなとキウィはぎこちない空気のままだったが、キウィはうてなをナハトベースに呼び出して戦いを挑む。戦う中でキウィは真化を果たし、うてなはいつか必ず自分の気持ちに答えを見つけると約束する。
うてなはネモがプレイしていたローグライクゲームから着想を得て、アリスに作ってもらったダンジョンをトレスマジアに攻略させるよう仕向ける。トレスマジアはトラップにより消耗しながらもダンジョンを攻略するが、マジアベーゼが待つゴールまで辿り着いたところで天川薫子 / マジアサルファがマゼンタとアズールを裏切る。
サルファは以前からヴェナリータの勧誘を受けていたが、裏切ったのは演技で、日を改めて2人きりになったところでベーゼを倒そうとする。真意を見抜いていたベーゼに劣勢を強いられるが、正義のヒロインは最後に必ず勝つという想いで真化する。
第7巻 (Episode31 - Episode35)
アズールに続いてサルファが真化したことを受けて、マゼンタの真化形態も見たくなったベーゼはレオパルトとともにマゼンタを拉致してイタズラするが、それによってアズールとサルファの怒りを買いテレビで宣戦布告を受ける。
総力戦の中、悪役としてここが潮時だという判断とは裏腹に魔法少女たちの先がもっと見たいという欲望が膨れ上がり、ベーゼは暴走を起こす。トレスマジアだけでなくエノルミータの仲間も手のつけられない、ヴェナリータの目論見通りの事態に陥るが、乱入した新たな魔法少女チームシオちゃんズによってベーゼの暴走は止められる。
第8巻 (Episode36 - Episode40)
第9巻 (Episode41 - Episode45)
第10巻 (Episode46 - Episode50)
第11巻 (Episode51 - Episode55)

## 世界観・用語解説
変身（）
魔法少女および悪の組織のヒロインはこれを唱えながら専用のアイテムを使用し変身する。変身中は認識阻害魔法で守られているため、変身する瞬間を見られなければ正体を看破されることはない。ヴェナリータによるとヒロインたちの力の源は「想い」であり、想いがオーバーフローを起こすと真化（）する。
魔法少女
悪の組織「エノルミータ」と戦う正義のヒロイン。マジアマゼンタ、マジアアズール、マジアサルファの3人組はトレスマジアと呼ばれる。他の街にも魔法少女はいるが、エノルミータ初期構成員による「魔法少女狩り」に遭っている。
変身にはハート型のアイテムを使用する。各々が固有の武器や能力を有するほか、先端にハートと四芒星がついたステッキを共通の装備とする。
戦闘や修行の傍ら、大衆の支持を集めるために、メディアを通じた活動やグッズの販売なども行っている。
エノルミータ
魔法少女と敵対し、世界征服を目論む悪の組織。異空間に存在するナハトベースを本拠地としている。マジアベーゼを始めとする構成員の他に、魔物が戦力として運用されている。
変身には四芒星型のアイテムを使用する。変身者の欲望が高まると勝手に変身してしまうことがあるが、そもそも変身アイテムを何処かに置いて携帯しないという方法で阻止可能。変身後は体のどこかに星が刻まれており、星の数が多いほど力が強い。欲望の高まりによって星の数が変動することもある。

## 登場人物
声の項はテレビアニメ版における声優。

### エノルミータ
柊 うてな（）
声 - 和泉風花
本作の主人公である中学生。悪の組織「エノルミータ」の女幹部を務める。
魔法少女グッズを収集したり、魔法少女絡みの話題に熱くなったりと、彼女たちに憧れを抱く。当初は自覚していなかったが、真性のサディストであり、敵対した者に対して度々箍が外れた行動をとることがある。
魔法少女を自分の手でメチャクチャにしたいという嗜好を持ち、トレスマジアに対しては能力を使って弄んだり、辱めては撤退するというパターンを繰り返しているが魔法少女はみんなの憧れであり尊い存在であるべきという持論も持ち合わせており、魔法少女の闇落ちには一切の容赦が無く、魔法少女を完全に倒すことも良く思っておらず魔法少女の討伐を繰り返していたロード団には強い敵意を抱き打倒ロード団を決心する。
かつて母親から教わったこともあり、裁縫が得意。それもあって、こりすが大切にしていた人形を直したことがある。一方でエノルミータの活動やヴェナリータが勝手に用意したSMの本にハマったことが原因で成績が急降下し、母親から魔法少女グッズを捨てられそうになるなど、日常生活にやや支障が出ている。
マジアベーゼ
うてなが変身した姿。星の数は平時は2つだが、感情が昂（）るほど星の数は増加し、ロードエノルメ戦では20以上の星が確認された。
武器は十字星のついた騎馬鞭「支配の鞭（）」で、触れたものを魔物に変化させる。また、鞭による打撃攻撃を積極的に行う。

阿良河 キウィ（）
声 - 古賀葵
エノルミータの一員。小柄だが胸は大きい。
自分よりも魔法少女がちやほやされることが許せず、彼女たちを倒すためエノルミータに加わった。あくまでも魔法少女たちを倒すのが目的であり、組織が掲げる世界征服にはまるで興味が無い。
当初うてなを敵視していたが、彼女に調教されて以降は絶対の信頼と愛情を捧げている。そのため彼女の方針や考えに何でも全肯定であり、魔法少女を倒さずにただ辱めを与えるだけのやり方に対しても容認している。
普段の姿は、自撮りをSNSでアップして「いいね！」されるほどの美少女。うてなへの愛情が強すぎて、仕舞いにはうてなが通う学校に転校して来る。以降は事あるごとにうてなをホテルへ誘おうとする。学校の成績は試験で満点を取るほど優秀である。
薫子とは仲が悪く、いつもいがみあっている。
レオパルト
キウィが変身した姿。衣装は緑を基調とした軍服モチーフだが、パンツはヒモ同然で下半身をほとんど露出させている。星の数は3つだが普段は隠しており、周囲には星なしと誤認させていた。
十字星のついたダブルデリンジャーを多用する。これ自体で攻撃するのではなく、火器や爆弾を自由に召喚し、攻撃を行う。
レオパルト本気モード
真の力を開放した状態。ほぼ全裸に豹を連想させる腕・耳・足・尻尾の形状の魔力を身に纏う。この形態で胸部に刻まれた3つ星が晒される。
打って変わって肉弾戦スタイルになり、腕から爆発する光弾を出す能力を持つ。しかしレオパルト自身は魔力の制御がうまくないため、長時間この姿でいると体力の消耗で反動が来て命を削る危険性がある。
レオパルトクソつよステイト
レオパルトの真化形態。

杜乃 こりす（）
声 - 杉浦しおり
エノルミータの一員。小学生。
基本的に無口無表情だが、意思の疎通は行うことができる。
母親は仕事で忙しく、その間は家に一人でいることが多い。壊れた自分が大切にしている人形をうてなに直してもらったことで、言葉を発しないもののうてなに懐く。一方、キウィに対しては仲こそ悪くないがやや塩対応である。しかし話が進むにつれて連携攻撃を行ったり、2人での行動が増える。
お互いの正体を知らないためトレスマジアとも親交があり、特に世話好きなはるかとは一緒に人形遊びするほどの仲になっている。
ネロアリス
こりすが変身した姿。星の数は3つ。幼いため魔力の持続が不安定で、長時間戦えず途中で体力が尽きて寝てしまう。
十字星のついた懐中時計を腰からさげている。対象をドールハウスに閉じ込め結界を作ったうえで認識を操作し、攻撃から治療まで行う。また、ぬいぐるみを操ることができ、レオパルトの爆弾を潜ませた連携攻撃も行う。

阿古屋 真珠（）
声 - 相坂優歌
初期構成員の一人でロード団の一員。胸が大きい。
アイドルになることが夢で自作の歌を歌うが、歌唱力は絶妙に弄り難い程度に下手で、作詞センスもイマイチ。それを指摘されると泣き出す。
ロード団への勧誘を断ったマジアベーゼたちを粛清するため最初に出撃し、レオパルトとネロアリスと交戦するも2人の連携技によって逃げられてしまったためロードエノルメによって全裸のまま鞭打ちされるというキツい仕置きを受ける。
マジアベーゼと戦いにおいてルベルブルーメを人質にとられ、全裸で歌を歌うという屈辱を味わされるが、羞恥からか下手だったはずの歌が一時的に上手くなり、勝手に敗北を認める。
更には「マジアベーゼ達の仲間になってあげる」と裏切りを宣言した。
ロコムジカ
真珠が変身した姿。歌声を音符の形をした衝撃波に変えて攻撃する。星の数は3つ。もともとはアイドルらしい衣装を望んでいたが、ロードが配下にふさわしい姿でなければ許さないとしたため現在の姿になった。のちに変身に伴って自動でパンツが消失するようになった。
武器は十字星のついたコンデンサーマイク「ヴォワ・フォルテ」。

姉母 ネモ（）
声 - 津田美波
初期構成員の一人でロード団の一員。
口が悪く、真珠とは幼馴染だがいつも喧嘩している。しかしこっそり自分の能力で真珠の観客を集めるなど、なんだかんだで気にかけてはいる。
マジアベーゼとの戦いでは能力で動きを封じて優位にたつも、閃光手榴弾で追いたてられた後ネロアリスのドールハウスに、影ができないように目張りをした上で閉じ込められ、ロコムジカに対する人質として使われてしまう。
ルベルブルーメ
ネモが変身した姿。影や影に触れている相手を操る魔法を扱う。星の数は3つ。
十字星を象った苦無を携えている。自身の影と対象の影を混じ合わせて、対象を操ることができる。その反面影が出来ない密室や夜では能力が使えないという弱点もある。

### ロード団
ロードエノルメ
声 - 日笠陽子
エノルミータの初期構成員の一人。
世界征服を目指し、初期構成員を集めて「ロード団」というグループを結成。各地で魔法少女狩りを行っていた。星の数は4つ。自身の無尽蔵の魔力を使ってあらゆる魔物を大量に生み出す能力を使う。
失敗は一切許さず任務を失敗した者に対しては鞭打ちなどの仕置きを行う。
ヴェナリータの方針を「手緩い」と考えて造反、ロード団で世界を征服しようとするがマジアベーゼとの戦いに敗れ、尻叩きでお仕置きされた。
弱肉強食の掟を信奉し自分こそ世界で唯一の強者だと自惚れていたが、実はマジアベーゼ達の成長を促す為にヴェナリータに魔力を与えられた当て馬に過ぎなかった。敗北後は用済みとしてヴェナリータに処分された。
シスタギガント
声 - 井上喜久子
エノルミータの初期構成員の一人。体の大きさを変える魔法を使い、巨大化しての肉弾戦を得意とする。星の数は3つ。
ロード団の副リーダーで、ロードに絶対的な忠誠を誓っている。いつも悲しげな表情をしているが、レオパルトによると「嘘泣き」との事。
マジアベーゼ達との決戦ではレオパルトと戦い、圧倒的な巨体で追い詰めるも本気を出した彼女に敗北する。裏でヴェナリータと通じており、マジアベーゼに敗れたロードを処分した。

### トレスマジア
花菱 はるか（）
声 - 前田佳織里
トレスマジアの一人。うてなのクラスメイト。
純粋な心の持ち主であるため、時折エノルミータに言いくるめられそうになることがある。
明るく社交的な性格でお互いの正体を知らないためうてな達にも友好的に接する。
なつな、あきほ、みふゆという三つ子の妹がいる。
子供たちと遊んだり、小夜と薫子のためにお弁当を作るなど世話好きのため薫子からは「オカン」と評されている。
マジアマゼンタ
はるかが魔法少女として変身した姿。槍状に変形させた魔法のスティックによる直接攻撃を得意とする。

水神 小夜（）
声 - 風間万裕子
トレスマジアの一人。うてなのクラスメイト。実家は神社である。メンバーの中で最も胸が大きい。
マジアベーゼに手籠めにされて以来マゾヒズムに目覚め、単独で彼女に挑んだ時は魔法少女から闇落ちしてマジアベーゼに与（）しかけた。
今はマゼンタと主にサルファによって今の自分を変えるため修行を積む決心をする。
マジアアズール
小夜が魔法少女として変身した姿。武器は大気中の水分を凍らせて作った氷剣で、自ら振るうだけでなく射出することもできる。
マジアアズール薄氷巫女（）
マジアアズールの真化形態。

天川 薫子（）
声 - 池田海咲
トレスマジアの一人。うてなのクラスメイト。スレンダーで胸が小さい。
京都弁を話すため、一見するとおっとりした性格に思えるが、実際は気が強く喧嘩っ早いためエノルミータに対してはかなり好戦的な一面を見せる。戦いに対しては誰よりもシビアな考えの持ち主であり、エノルミータとロード団による内部抗争を知った時は冷静に「潰し合ってくれた方が好都合。」と言い放っている。
その反面天然なマゼンタやマゾヒズムに目覚めてしまったアズールによってツッコミ役に回ることが多い。
タコが苦手であり、アニメではたこ焼きをタコ抜きで注文していた。
マジアサルファ
薫子が魔法少女として変身した姿。バリアを張って攻撃を防ぐだけでなく、巨大な手甲を纏って肉弾戦を行うことも可能であり、攻守ともに優れている。ただし後者は魔力消費が激しく、小さい女の子が見たら怖がることもあって人前では控えている。
マジアサルファ電撃天使（）
マジアサルファの真化形態。

### マスコット
ヴェナリータ
声 - 福圓美里
うてなたちをサポートする生物。
黒い猫のような見た目をしており、うてなたちをエノルミータに引き込んだ。
悪の組織らしく、当初は素直に従おうとしなかったうてなに対し、変身シーンをフォロワーが20万人もいるSNSで拡散させようとしたり、魔法少女を痛めつけながら喜んでいるシーンを「親に見せたらどうなるだろう？」と半ば脅迫めいた陰湿な嫌がらせをして無理矢理うてなを引き入れた。
ヴァーツ
声 - 阿澄佳奈
はるかたちをサポートする生物。
白い猫のような見た目をしており、はるかたちを魔法少女に勧誘した。トレスマジア以外の魔法少女のマネージャーも掛け持ちしている。

## 書誌情報
- 小野中彰大 『魔法少女にあこがれて』 竹書房〈バンブーコミックス〉、既刊11巻（2024年1月17日現在）
  1. 2019年11月30日発売[8][26]、ISBN 978-4-8019-6809-7
  2. 2020年4月30日発売[27][28]、ISBN 978-4-8019-6862-2
  3. 2020年9月30日発売[29][30]、ISBN 978-4-8019-7073-1
  4. 2021年2月27日発売[31][32]、ISBN 978-4-8019-7212-4
  5. 2021年7月29日発売[33][34]、ISBN 978-4-8019-7372-5
  6. 2021年12月27日発売[35][36]、ISBN 978-4-8019-7507-1
  7. 2022年5月30日発売[37][38]、ISBN 978-4-8019-7635-1
  8. 2022年10月17日発売[39]、ISBN 978-4-8019-7879-9
  9. 2023年3月16日発売[40][41]、ISBN 978-4-8019-7976-5
  10. 2023年8月17日発売[42]、ISBN 978-4-8019-8118-8
  11. 2024年1月17日発売[43]、ISBN 978-4-8019-8232-1

## テレビアニメ
2023年3月16日にテレビアニメ化が発表され、第1期は2024年1月から3月までAT-Xほかにて放送された。
同年10月5日に幕張国際研修センターで「まほあこSM大感謝祭」が開催され、第2期の制作が発表された。

### 修正版
本作は性的描写が多く含まれるため、テレビや配信など媒体によって異なる3つのバージョンで展開され、本編の映像と音声に規制、修正が施される。
- 《TV放送Ver.》 … 映像の規制、音声の修正がある。
- 《あこがれVer.》 … 一部映像の規制が解除されている。AT-X、dアニメストアのみで視聴可能。R15+指定。
- 《超あこがれVer.》 … 映像、音声ともに修正がない。2023年12月時点で、対象媒体はBD/DVDのみとなっている。R18+指定。

### スタッフ
- 原作 - 小野中彰大[13]
- 監督 - 鈴木理人[13]、大槻敦史[13]
- シリーズ構成 - 木村暢[13]
- キャラクターデザイン・総作画監督 - 大滝那佳[13]
- プロップデザイン - 久保川絵梨子
- 美術監督・美術設定 - 平良亜梨沙
- 色彩設計 - 上村修司[44]
- 撮影監督 - 鯨井亮[44]
- 編集 - 石井亜美
- 音響監督 - 本山哲[9]
- 音響効果 - 櫻井陽子[44]
- 音響制作 - ダックスプロダクション[44]
- 音楽 - 高梨康治[13]、鈴木暁也[13]、ヨハネス・ニルソン[13]
- 音楽制作 - ランティス[9]
- 音楽プロデューサー - 川島麻衣
- プロデューサー - 山本修平、松田大洋、君塚耕太、西前朱加、河内山隆、木村淳、臼倉竜太郎
- アニメーション制作 - 旭プロダクション[13]
- 製作 - 魔法少女にあこがれて製作委員会

### 主題歌
「My dream girls」
NACHERRYによる第1期オープニングテーマ。作詞・作曲・編曲はMotokiyo。
「とげとげサディスティック」
第1期エンディングテーマ。作詞・作曲・編曲は烏屋茶房。第9話まではマジアベーゼ（和泉風花）、レオパルト（古賀葵）、ネロアリス（杉浦しおり）の3人が歌唱するバージョンが使用され、第10話からはロコムジカ（相坂優歌）、ルベルブルーメ（津田美波）を加えた5人が歌唱するバージョンが使用された。
「L・O・V・E・リー ロコ♡」
ロコムジカ（相坂優歌）による第1期第8話、第9話挿入歌。作詞は小野中彰大、作曲・編曲は鈴木暁也。

### 各話リスト
| Episode01 | 悪の女幹部、誕生!?           | 木村暢   | 鈴木理人            | 鈴木理人   | 樋口香住 山﨑理璃花 服部憲知 青木真理子 重松佐和子 島崎克実 大野勉 ラプラス・アニメーション 育松アニメーション制作有限会社                                                                          | 2024年 1月3日 |
| Episode02 | その名は、マジアベーゼ       | 山田靖智 | 大槻敦史            | 神谷マキ   | 久保山陽子 島崎克実 はっとりますみ 重松佐和子 富山大輔 育松アニメーション制作有限会社 十文字 Shanghai Xuanzhou Culture Media Jumondou Wuxi Studio CL                                                | 1月10日       |
| Episode03 | 爆裂娘レオパルト             | 木村暢   | 森あおい            | 森あおい   | 久保山陽子 富山大輔 大野勉 森あおい 山﨑理璃花 | 1月17日       |
| Episode04 | 最強アイドル♥トレスマジア    | 山田靖智 | 天城こう太          | 天城こう太 | 松下清志 南伸一郎 藤井文乃 はっとりますみ 宍戸久美子 青木真理子 ラプラス・アニメーション Ritera Pictures 十文字 Shanghai Xuanzhou Culture Media                                                     | 1月24日       |
| Episode05 | 不思議の国のネロアリス       | 木村暢   | 中山岳洋            | 山内東生雄 | 重松佐和子 島崎克実 大野勉 藤井文乃 桜井木ノ実 | 1月31日       |
| Episode06 | トレスマジア誕生秘話         | 木村暢   | 村木一隆 森あおい   | 大塚隆寛   | 富山大輔 松下清志 松下純子 加藤真人 金茶彬 鄭賢眞 朴鎭光 閔始恩 韓邵而 ソン・ソフィアパンハ キエフ・ソティナ Rad Plus ラプラス・アニメーション                                                      | 2月7日        |
| Episode07 | 逆境アズール                 | 木村暢   | 鈴木理人            | 神谷マキ   | 金茶彬 鄭賢眞 朴鎭光 閔始恩 ソン・ソフィアパンハ キエフ・ソティナ Jumondou Wuxi 十文字 Shanghai Xuanzhou Culture Media 育松アニメーション制作有限会社 ラプラス・アニメーション                      | 2月14日       |
| Episode08 | ロード団、現る！             | 木村暢   | 森あおい            | 森あおい   | 久保山陽子 大野勉 森あおい 樋口香住 島崎克実 藤井文乃 | 2月21日       |
| Episode09 | アイドルにあこがれて！       | 山田靖智 | 天城こう太          | 鈴木理人   | 大飛龍狂一 大内正彦 はっとりますみ 重松佐和子 松下清志 富山大輔 金茶彬 鄭賢眞 朴鎭光 閔始恩 ソン・ソフィアパンハ キエフ・ソティナ Studio CL ラプラス・アニメーション 育松アニメーション制作有限会社 | 2月28日       |
| Episode10 | ロコ×ルベ                    | 木村暢   | 村木一隆            | 山内東生雄 | 島崎克実 富山大輔 藤井文乃 桜井木ノ実 大内正彦 山﨑理璃花 Studio CL 武遊 | 3月6日        |
| Episode11 | 世界征服にあこがれて！       | 山田靖智 | 森あおい 天城こう太 | 神谷マキ   | 服部憲知 南伸一郎 はっとりますみ 飯飼一幸 佐藤惠美 藤井文乃 久保山陽子 大内正彦 高橋こう平 ラプラス・アニメーション 育松アニメーション制作有限会社                                                  | 3月13日       |
| Episode12 | 総帥マジアベーゼの決断       | 木村暢   | 森あおい            | 森あおい   | 樋口香住 佐藤惠美 森あおい 鈴木知里 星美賀子 久保山陽子 島崎克実 大野勉 十文字 Shanghai Xuanzhou Culture Media Jumondou Wuxi                                                                        | 3月20日       |
| Episode13 | やっぱり魔法少女にあこがれて | 山田靖智 | 鈴木理人            | 鈴木理人   | 佐藤惠美 富山大輔 重松佐和子 藤井文乃 松下純子 樋口香住 大飛龍狂一 森あおい 大内正彦 久保山陽子 山﨑理璃花 Jumondou Wuxi Ritera Pictures ラプラス・アニメーション                                   | 3月27日       |

### 放送局
特記のない放送局および配信サイトでは《TV放送Ver.》が放送・配信される。
| 放送期間               | 放送時間                     | 放送局     | 対象地域 | 備考                                                                             |
| ---------------------- | ---------------------------- | ---------- | -------- | -------------------------------------------------------------------------------- |
| 2024年1月3日 - 3月27日 | 水曜 23:30 - 木曜 0:00       | AT-X       | 日本全域 | 製作参加 / CS放送 / リピート放送あり R15+指定 / 《あこがれVer.》（AT-X版）を放送 |
| 2024年1月4日 - 3月28日 | 木曜 1:30 - 2:00（水曜深夜） | TOKYO MX   | 東京都   |                                                                                  |
|                        |                              | BS11       | 日本全域 | BS放送 / 『ANIME+』枠                                                            |
|                        |                              | サンテレビ | 兵庫県   |                                                                                  |
|                        | 木曜 2:00 - 2:30（水曜深夜） | KBS京都    | 京都府   |                                                                                  |

| 配信開始日    | 配信時間                           | 配信サイト | 備考                            |
| ------------- | ---------------------------------- | --- | ------------------------------- |
| 2024年1月4日  | 木曜 0:00（水曜深夜） 更新         | dアニメストア | 6日遅れで《あこがれVer.》も配信 |
| 2024年1月7日  | 日曜 0:00（土曜深夜） 更新         | U-NEXT アニメ放題 |                                 |
| 2024年1月10日 | 水曜 0:00（火曜深夜） 以降順次更新 | ABEMA AnimeFesta DMM TV FOD Hulu J:COM STREAM Lemino milplus見放題パックプライム Amazon Prime Video TELASA スマートパスプレミアム ニコニコチャンネル バンダイチャンネル TVOD 都度課金サービス HAPPY!動画 クランクイン!ビデオ |                                 |

### 関連商品

#### BD / DVD
| 巻 | 発売日        | 収録話         | 規格品番  | 規格品番  | 規格品番   |
| 巻 | 発売日        | 収録話         | BD限定版  | BD通常版  | DVD通常版  |
| -- | ------------- | -------------- | --------- | --------- | ---------- |
| 1  | 2024年3月27日 | 第1話 - 第4話  | KAXA-8741 | KAXA-8751 | KABA-11481 |
| 2  | 2024年4月24日 | 第5話 - 第8話  | N/A       | KAXA-8752 | KABA-11482 |
| 3  | 2024年5月29日 | 第9話 - 第13話 | N/A       | KAXA-8753 | KABA-11483 |

#### CD
| 発売日        | タイトル                                                   | 規格品番     |
| ------------- | ---------------------------------------------------------- | ------------ |
| 2024年3月27日 | TVアニメ「魔法少女にあこがれて」オリジナルサウンドトラック | LACA-19031/2 |

#### 書籍
- MdN編集部（編）『アニメ「魔法少女にあこがれて」公式ファンブック』エムディエヌコーポレーション、2024年8月11日初版第1刷発行（2024年8月2日発売[53]）、ISBN 978-4-295-20671-2

### ラジオ
『まほあこラジオ ～正義と悪の激しいSMラジオ～』のタイトルで2024年1月2日から3月26日までYouTube『KADOKAWA Anime Channel』にて配信された。パーソナリティは柊うてな/マジアベーゼ役の和泉風花と花菱はるか/マジアマゼンタ役の前田佳織里。
　ゲスト
　・第1回(1月2日) 風間万裕子(水神小夜/マジアアズール役)
　・第2回(1月16日) 池田海咲(天川薫子/マジアサルファ役)
　・第3回(1月30日) 杉浦しおり(杜乃こりす/ネロアリス役)
　・第4回(2月13日) 福圓美里(ヴェナリータ役)
　・第5回(2月27日) 阿澄佳奈(ヴァーツ役)
　・第6回(3月12日) 津田美波(姉母ネモ/ルベルブルーメ役)
　・第7回(3月26日) 相坂優歌(阿古屋真珠/ロコムジカ役)